# Andreas Person
Andreas Person, född 18 mars 1991 i Uppsala, Sverige, är en svensk basketspelare. Andreas Person har spelat många år med Uppsala basket, som också är hans moderklubb. Två säsonger med LF basket (nu BC Luleå) och en med Jämtland basket. 2010/2011 spelade Andreas för det slovenska laget Helios Domžale. Två säsonger med Borås basket och 2018 förstärker han laget i Norrköping Dolphins. Säsongen 19-20 är han åter tillbaka i Borås basket. Andreas Person har också medverkat i landslaget.